# F–102 Delta Dagger
A Convair F–102 Delta Dagger egy amerikai elfogó vadászgép, melyet az USA légiereje számára gyártottak az 1950-es évek végén. A repülőgép 1956-ban állt szolgálatba és az Egyesült Államok légvédelmének gerincét képezte az 1960-as években, fő feladata volt az ország védelme a szovjet bombázók potenciális támadásai ellen. A vadászgépet a Convair tervezte és gyártotta, 1000 db F–102 épült meg.
Az F–102 volt az USAF első bevethető szuperszonikus elfogó vadászgépe és az első deltaszárnyú vadászrepülőgépe. A repülőgépen belső fegyvertárat alakítottak ki a rakéták elhelyezésére. Eredetileg nem lett volna képes túlszárnyalni a hangsebességet, de a területszabály figyelembevételével áttervezett sárkány teljesítménye jelentősen megnőtt. Az F–102 a Northrop F–89 Scorpion és más szubszonikus vadászgépeket váltott fel és az 1960-as évektől a vietnámi háborúban korlátozott számban bombázók kísérésére és földi célpontok ellen is bevetették. Az F–102 gépeket a McDonnell F–101 Voodoo, majd később a McDonnell
Douglas F–4 Phantom II vadászgéppel cserélték ki. Több F–102 ezután az Amerikai Nemzeti Gárda állományába került, végül a szolgálatból 1976-ban vonták ki. A Convair a gép jelentős áttervezésével alakította ki a Mach-2 sebességet elérő F–106 Delta Dart repülőgépet.

## Tervezés és fejlesztés

### A kezdetek és a fellépő nehézségek
1948. október 8-án az Egyesült Államok légierejének (USAF) vezető tisztjei megfogalmazták egy 1954-ben rendszerbe állítandó új vadászgéppel szembeni követelmények listáját, és ennek a tervezetnek az "1954-es elfogó vadászgép" nevet adták. Négy hónappal később az USAF jóváhagyta a tervezetet és  előkészítette a versenytárgyalás lebonyolítását a következő évre. 1949 novemberében a légierő úgy döntött, hogy az új repülőgépet egy tűzvezetési rendszerre (FCS) alapozva fogják kialakítani. Az FCS-t a repülőgép előtt fogják megtervezni, hogy biztosítsák kompatibilitását. A repülőgépet és az FCS-t együtt fegyverrendszernek nevezték.

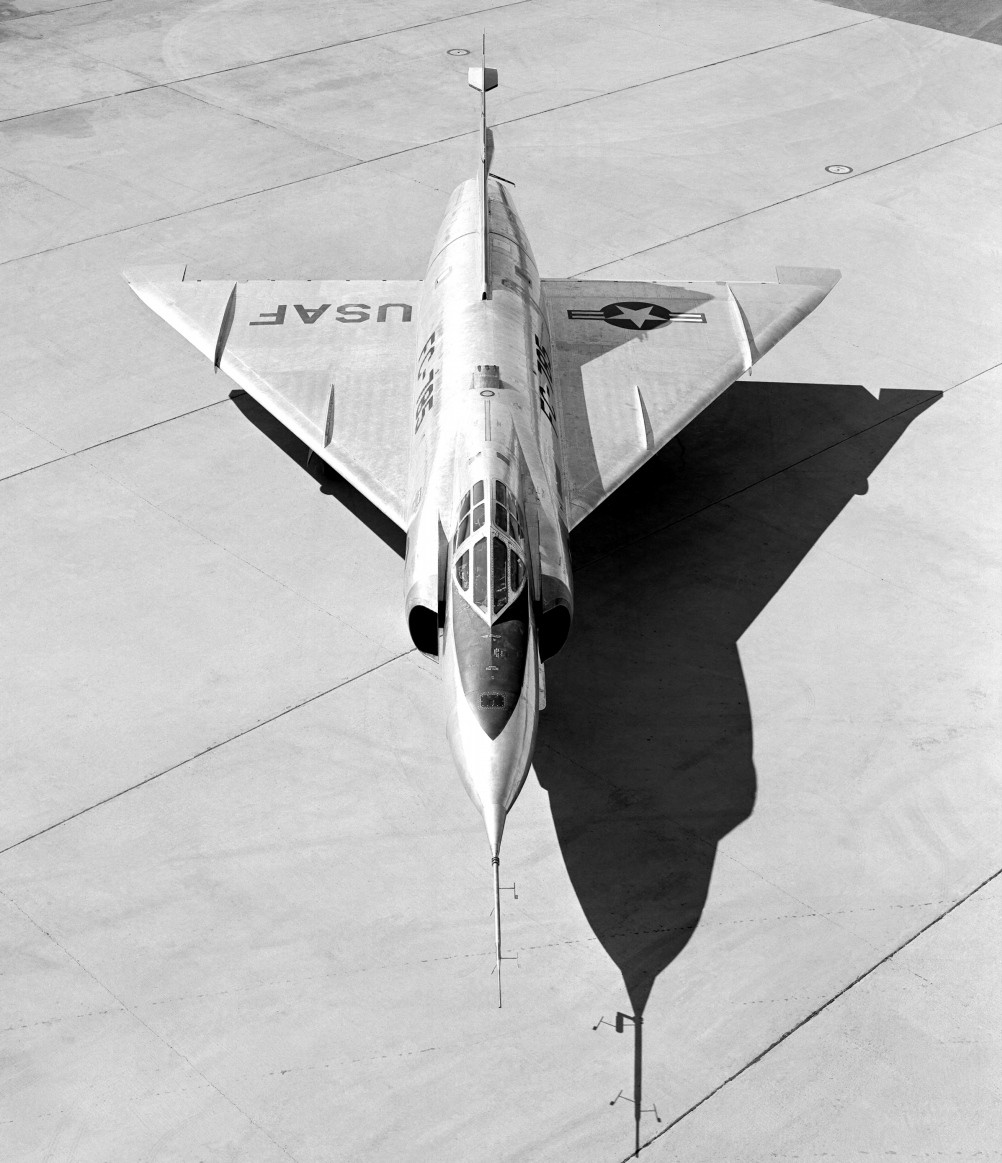
Az YF-102 még a hengeres törzzsel

1950 januárjában a légierő logisztikai parancsnoksága 50 vállalatot hívott fel ajánlattételre az FCS-re, melyre 18 válasz érkezett. Májusig a versenyben már csak tízen maradtak. Az amerikai hadügyminisztérium Gordon P. Saville vezérőrnagy vezetésével bizottságot hívott össze az ajánlatok értékelése céljából, melyek közül néhányat átküldtek a George E. Valley vezette Légvédelmi Mérnöki Tanácshoz. A tanács javaslatait követően a jelentkezőket két esélyesre szűkítették, a Hughes Aircraft és a North American Aviation cégekre. Bár a Valley tanács azt javasolta, hogy mindkét cég kapjon megbízást, a Saville bizottság 1950. október 2-án a Hughest választotta ki.
A repülőgépre vonatkozó előterjesztést 1950. június 18-kán adták ki és hat gyár válaszolt a felhívásra. 1954. július 2-kán a Convair, a Republic Aviation és a Lockheed nyerte el a jogot egy-egy mintadarab kifejlesztésére és legyártására. A három cég közül az kapta volna a szerződést, amelyiknek a konstrukciója a legjobbnak bizonyul. A Convair már korábban épített különböző megoldású kísérleti deltaszárnyú repülőgépeket, melyekből kettő a P–92 kódnevet kapta. Így végül a Convair lett a győztes az "XF–102" típusjelű gépével, miután a Lockheed kiesett, a Republic pedig mindössze egy makettet készített. A fejlesztés felgyorsítása érdekében a prototípusokat és a sorozatgyártás előtti példányokat a kisebb tolóerejű Westinghouse J40 sugárhajtóművel és egy egyszerűbb tűzvezetési rendszerrel kívánták felszerelni, mivel a véglegesnek szánt J67 gázturbina és a MA-1 FCS még nem állt rendelkezésre. A J40 hajtóművek hiánya miatt azonban a prototípusok és az F–102A típus 44 kN tolóerejű Pratt & Whitney J57 hajtóművet kaptak. Ezt a repülőgépet átmeneti megoldásnak tekintették, ameddig az F–102B az új és sokkal erősebb Wright J67 sugárhajtóművet kapja majd, mely a még fejlesztés alatt álló Bristol-Siddeley Olympus licenc alatt gyártandó változata lett volna. Az F–102B vált volna további fejlesztések eredményeképp az F–106A-vá.
Az YF–102 először 1953. október 24-én szállt fel, de kilenc nappal később baleset áldozata lett. A második gép 1954. január 11-én repült először, de lehangoló teljesítményt mutatott. A hangsebesség közelében a légellenállása sokkal nagyobb volt a vártnál, mindössze M=0,98 Mach-számra és 14 000 m csúcsmagasságra volt képes, sokkal a megkívánt értékek alatt.

## Gyökeres áttervezés
A leírt problémák megoldására és hogy az F–102 programot megmentsék, a Convair a repülőgép gyökeres áttervezését határozta el, beleértve az újonnan felfedezett területszabály figyelembe vételét is, egyúttal pedig egyszerűsítették a gyártást és a karbantartást. A legfontosabb változások közt meg kell említeni a törzs meghosszabbítását 3,35 m-rel, a törzs beszűkítését a „dereka” táján (amivel kólásüveg alakot kapott), két nagyméretű, buborék alakú légterelőt a hajtómű fúvócsövének két oldalán, és a keskenyebb pilótafülkét. A gépbe a J52 sokkal erősebb változatát építették és könnyebbé tették a sárkányszerkezetét.
Az első új gép, az YF–102A először 1954. december 20-kán szállt fel, 118 nappal azután, hogy az áttervezés elkezdődött. Másnap a gép elérte a hangsebességet. Az áttervezett gép végül Mach 1,22 sebességet és 16 154 m magasságot ért el, mely elegendőnek bizonyult ahhoz, hogy a légierő jóváhagyja az F–102 gyártását.
A sorozatban gyártott F–102A Hughes M–3 tűzvezetési rendszert kapott, melyet később lecseréltek a már szolgálatban lévő gépeken az MG–10 típusra. Ez három részre osztott belső fegyvertárat tartalmazott a törzsben a légiharc-rakéták számára. Kezdetben a fegyverzet három pár AIM–4 Falcon rakétából állt (később áttervezték AIM-4 típusjellel), mely mind infravörös, mind félig önműködő radarvezérlésű változatot tartalmazott. A fegyvertár ajtajaiban 12 (összesen 24) darab FFAR rakéta számára szolgáló rakétavető cső volt beépítve eleinte 51 mm-es, később 70 mm-es rakéták számára.
Az F–102-t később átalakították, hogy képes legyen két AIM-26 nukleáris Falcon rakétát is magával vinni a középső fegyvertárban. Ennek a fegyvernek a nagy mérete miatt áttervezték a középső fegyvertár ajtóit rakétavető csövek nélkül. Léteztek tervek arra is, hogy alkalmazni fogják az MB-1 Genie nukleáris töltetű rakétát, de annak ellenére, hogy 1956 májusában kísérletképpen indítottak egy Genie-t az YF–102A-ról, a széria gépeket soha nem szerelték fel vele.
Az F–102 később, már a szolgálat idején is fontos átalakításokon ment át. A legtöbb sárkányt utólag felszereltek infravörös kereső és célravezető rendszerrel, radar előrejelző érzékelőkkel, mesterséges horizonttal és a tűzvezetési rendszer továbbfejlesztésével. A gépeket ellátták belső Gatling gépágyúval, két újabb felfüggesztési ponttal bombáknak (a két szárny alatti függesztéken kívül, melyekre ledobható üzemanyag tartályt lehetett szerelni és ami az összes sorozatgyártású gépen megtalálható volt, nagyobb belső üzemanyag tartállyal és repülés közbeni üzemanyag utántöltés berendezéssel.
A pilóták kiképzéséhez a TF-102A gépet fejlesztették ki, melyekből 111 példányt gyártottak le. Ez a gép egymás melletti ülésekkel készült, ami megkönnyítette a kapcsolattartást a növendék és az oktató között. Ez szükségessé tette a kabin és a törzs orr újratervezését, örvénygenerátorok elhelyezését a pilótafülke tetején az áramlás leválásának elkerülése érdekében és a légbeömlőnyílások áthelyezését. A sok változtatás ellenére a gyakorló gép is bevethető maradt, mindössze lassabb lett, vízszintes repülésben nem tudta elérni a hangsebességet.
Az F–102 utódjának a továbbfejlesztett F–102B "Ultimate Interceptor"-t szánták. A konstrukció, mely az eredetileg szánt J67 hajtómű helyett Pratt & Whitney J75 sugárhajtóművel lett felszerelve, olyan sok aerodinamikai változáson ment át, beleértve a változtatható geometriájú légbeömlő nyílást, hogy gyakorlatilag új repülőgép lett belőle és így az F–106 típusjelzést kapta.

## Szolgálatban
A rendszerbe állított első F–102A 1956 áprilisában állt szolgálatba. Ebből a típusból feltehetően 889 gépet gyártottak le 1958 szeptemberéig. TF–102 és F–102 gépeket használtak az 1960-as években az új F–102 pilóták kiképzésére. Ugyanezeket a gépeket használták azoknak a pilótáknak a betanítására, akik később a B–58 Hustler deltaszárnyú bombázókat repülik.
Mialatt a gép szolgálatban volt, egy sor különböző deltaszárnyat próbáltak ki hozzá. A végsőnek kiválasztott, megnövelt csűrő felületű változatnál lecsökkent a felszálló sebesség és 17 069 m-re nőtt a csúcsmagasság. A szárny új konstrukciója miatt változtatni kellett a futómű ajtajain.
A típus nagy számban maradt szolgálatban mind az USAF, mind az Air National Guard egységeinél az 1970-es évekig.
Az F–102-t Vietnámban is bevetették őrjáratokban és bombázók kísérőjeként. Vietnámban összesen 15 gépet vesztettek el: egyet légiharcban néhányat a légvédelem lőtt le, a többi balesetet szenvedett.

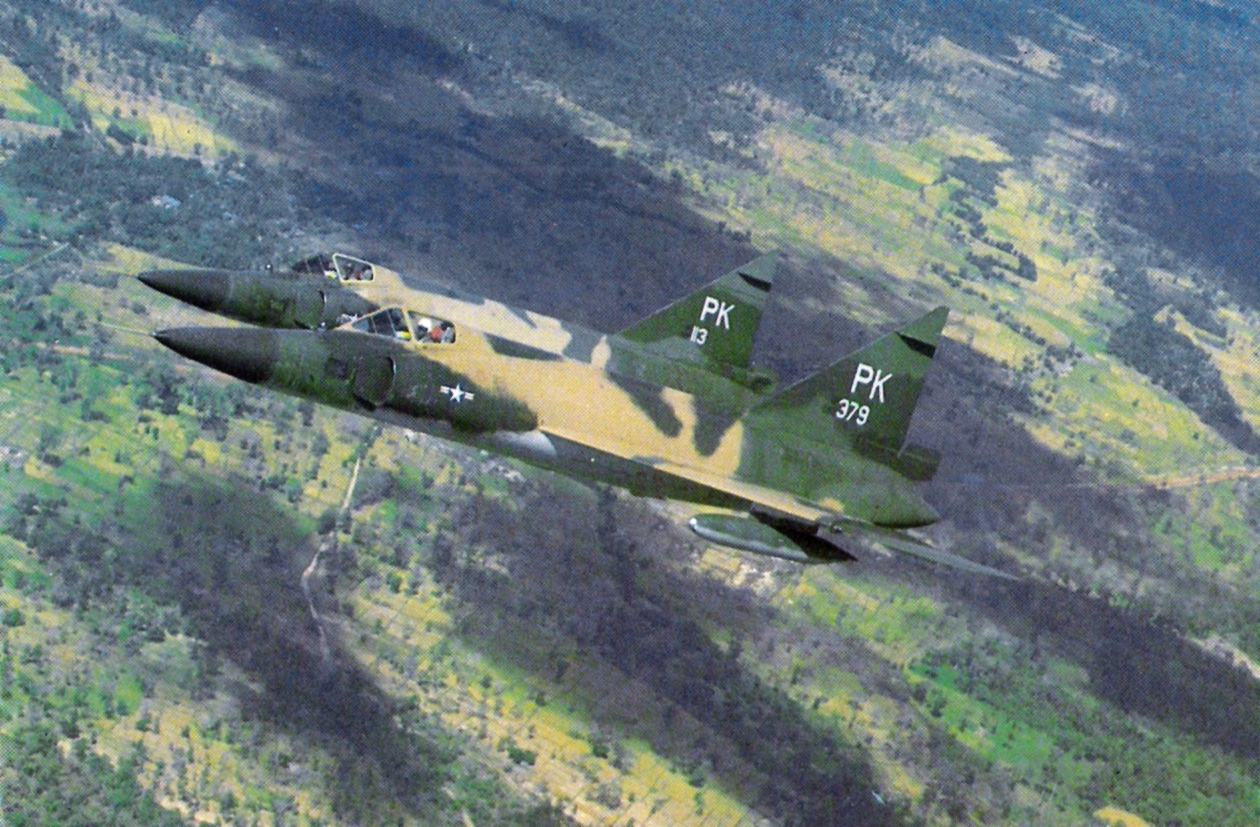
Két F-102A Vietnám felett, 1966 novemberében

Az F–102 gépeket földi célpontok ellen is bevetették, bár nem erre a célra tervezték. Nappali támadásoknál jól teljesítettek, de éjszaka eredménytelenek voltak.
1973-ban hat gépet pilóta nélküli célrepülőgéppé alakítottak át QF–102A, majd később PQM–102 jelzéssel, ezeknek MiG–21 típusú vadászgépek szerepét kellett játszaniuk. Ez kezdete volt annak a programnak, melynek során több száz gépet alakítottak át céltárgynak az F–4 és F–106 repülőgépek számára és a Patriot légvédelmi rakétarendszer tesztelésére.
Az F-102 és TF-102 vadászgépeket Törökországba és Görögországba exportálták. A török F-102-ket bevetették a ciprusi konfliktus során, ellenük görög F-102-k vették fel a harcot. Bár nem hivatalos források mindkét oldalon a másik fél két-két gépének veszteségéről tudósítottak, a hivatalos közlemények ezt tagadták. Mindkét légierő 1979-ben vonta ki állományából az F-102-t.
Az F-102 az Egyesült Államokban 1976-ban fejezte be pályafutását, az utolsó PQM-102 céltárgyat 1985-ben vonták ki a szolgálatból.

## Műszaki adatok (F-102A)

F-102A Delta Dagger

## Műszaki adatok (F-102A)[20]
- Személyzet = 1 fő (pilóta)

### Méretek
- Hossz = 20,83 m
- Fesztáv = 11,61 m
- Magasság = 6,45 m
- Szárnyfelület = 61,52 m²
- Szárnyprofil = NACA 0004-65 mod szárnytőben és szárnyvégen

### Tömeg
- Üres tömeg = 8777 kg
- Terhelt tömeg = 11 100 kg
- Legnagyobb felszálló tömeg = 14 300 kg
- Belső üzemanyag kapacitás = 4107 dm³
- Külső üzemanyag kapacitás = 851 dm³ ledobható tartályokban

### Hajtómű
- Típusa = 1 x Pratt & Whitney J57-P-25 utánégetős gázturbinás sugárhajtómű
- Tolóerő = 52,0 kN
- Tolóerő utánégetővel = 76,5 kN

### Repülési teljesítmények
- Legnagyobb sebesség = Mach 1,25 (1304 km/h) 12 190 m magasságban
- Hatótáv = 2175 km
- Csúcsmagasság = 16 300 m
- Emelkedési sebesség = 66 m/s
- Szárny felületi terhelése = 172 kg/m²
- Tolóerő/súly = 0,70

### Fegyverzet
- Avionika: MG–10 tűzvezetési rendszer
- Rakéták: 24 x 70 mm FFAR nem irányított rakéta
- 6 × AIM–4 Falcon légiharc-rakéta vagy
- 3 × AIM-4 Falcon
- 1 × AIM-26 Falcon hagyományos vagy nukleáris robbanófejjel

## Külső hivatkozások
- Aerospaceweb's Profile of the F-102
- Global Aircraft's F-102 Specs., Achievements, and Photos
- Joe Baugher's F-102 Delta Dagger History
- Aero-Web: List of F-102 Delta Dagger on display in the US.